# Esquí de fons als Jocs Olímpics d'hivern de 1932 - 18 quilòmetres
Als Jocs Olímpics d'Hivern de 1932 celebrats a la ciutat de Lake Placid (Estats Units d'Amèrica) es disputà una prova de 18 quilòmetres d'esquí de fons, que juntament amb la prova de 50 quilòmetres formà part del programa oficial d'esquí de fons als Jocs Olímpics d'hivern de 1932. La competició se celebrà el dia 10 de febrer de 1932 a les instal·lacions esportives de Lake Placid.

## Comitès participants
Hi participaren un total de 42 esquiadors de fons d'11 comitès nacionals diferents.
| - Àustria (3) - Canadà (4) - Estats Units (4) - Finlàndia (4) |  | - França (4) - Itàlia (3) - Japó (4) - Noruega (4) |  | - Polònia (4) - Suècia (4) - Txecoslovàquia (4) |

## Resum de medalles
| Or              | Argent        | Bronze        |
| Sven Utterström | Axel Wikström | Veli Saarinen |

## Resultats
| Lloc | Esquiador            | Temps   |
| ---- | -------------------- | ------- |
| 1    | Sven Utterström      | 1'23:07 |
| 2    | Axel Wikström        | 1'25:07 |
| 3    | Veli Saarinen        | 1'25:24 |
| 4    | Martti Lappalainen   | 1'26:31 |
| 5    | Arne Rustadstuen     | 1'27:06 |
| 6    | Johan Grøttumsbråten | 1'27:15 |
| 7    | Valmari Toikka       | 1'27:51 |
| 8    | Ole Stenen           | 1'28:05 |
| 9    | Väinö Liikkanen      | 1'28:30 |
| 10   | Nils Svärd           | 1'29:05 |
| 11   | Sivert Mattsson      | 1'29:54 |
| 12   | Heigoro Kuriyagawa   | 1'31:34 |
| 13   | Kristian Hovde       | 1'32:48 |
| 14   | Vladimír Novák       | 1'32:59 |
| 15   | Takemitsu Tsubokawa  | 1'33:15 |
| 16   | Antonín Bartoň       | 1'33:39 |
| 17   | Takeo Hoshina        | 1'35:47 |
| 18   | Bronisław Czech      | 1'36:37 |
| 19   | Léonce Crétin        | 1'36:42 |
| 20   | Jaroslav Feistauer   | 1'37:55 |
| 21   | Harald Bosio         | 1'38:23 |
| 22   | Jan Cífka            | 1'38:24 |
| 23   | Ole Zetterstrom      | 1'38:26 |
| 24   | Albert Secrétan      | 1'38:39 |
| 25   | Andrea Vuerich       | 1'38:42 |
| 26   | Gino Soldà           | 1'39:43 |
| 27   | Stanisław Marusarz   | 1'39:56 |
| 28   | Richard E. Parsons   | 1'40:08 |
| 29   | Harald Paumgarten    | 1'41:20 |
| 30   | Paul Mugnier         | 1'41:34 |
| 31   | Stanisław Skupień    | 1'41:4  |
| 32   | Zdzisław Motyka      | 1'41:58 |
| 33   | Rolf Monsen          | 1'42:36 |
| 34   | Severino Menardi     | 1'43:04 |
| 35   | Arthur Pangman       | 1'43:12 |
| 36   | Raymond Berthet      | 1'43:38 |
| 37   | Saburo Iwasaki       | 1'44:07 |
| 38   | William Clark        | 1'46:33 |
| 39   | John Taylor          | 1'48:11 |
| 40   | John Currie          | 1'49:03 |
| 41   | Gregor Höll          | 1'55:18 |
| 42   | Erling Andersen      | 1'58:13 |